# Álsey
Álsey, Álfsey – wyspa wulkaniczna u wybrzeży Islandii, w archipelagu Vestmannaeyjar. Jest oddalona o 3,5 km na południe od Stórhöfði, najdalej wysuniętego na południe przylądka wyspy Heimaey. Ma powierzchnię 0,25 km². Brzegi wyspy, z wyjątkiem północnego to wysokie klify. Najwyższy punkt, położony wewnątrz wyspy, leży na wysokości 137 m n.p.m. Zamieszkuje ją m.in. maskonur zwyczajny.